# 草上の昼食
『草上の昼食』（そうじょうのちゅうしょく, 仏: Le Déjeuner sur l'herbe, The Luncheon on the Grass）は、1862年から1863年にエドゥアール・マネによって描かれた絵画。パリのオルセー美術館所蔵。1863年に描かれた『オランピア』と共に、マネの代表作といわれる。

## 解説
マネは題名を『水浴』（1867年にマネ自身によって『草上の昼食』に改題。改題理由については他作品への影響の節で詳述）として1863年のサロン（官展）に出品したが、「現実の裸体の女性」を描いたことが「不道徳」とされ落選。その後、同サロンに落選した作品を集めた落選展にも展示されたが、同様の理由で批評家たちに批判されるなどスキャンダルを巻き起こした（その理由は後述）。

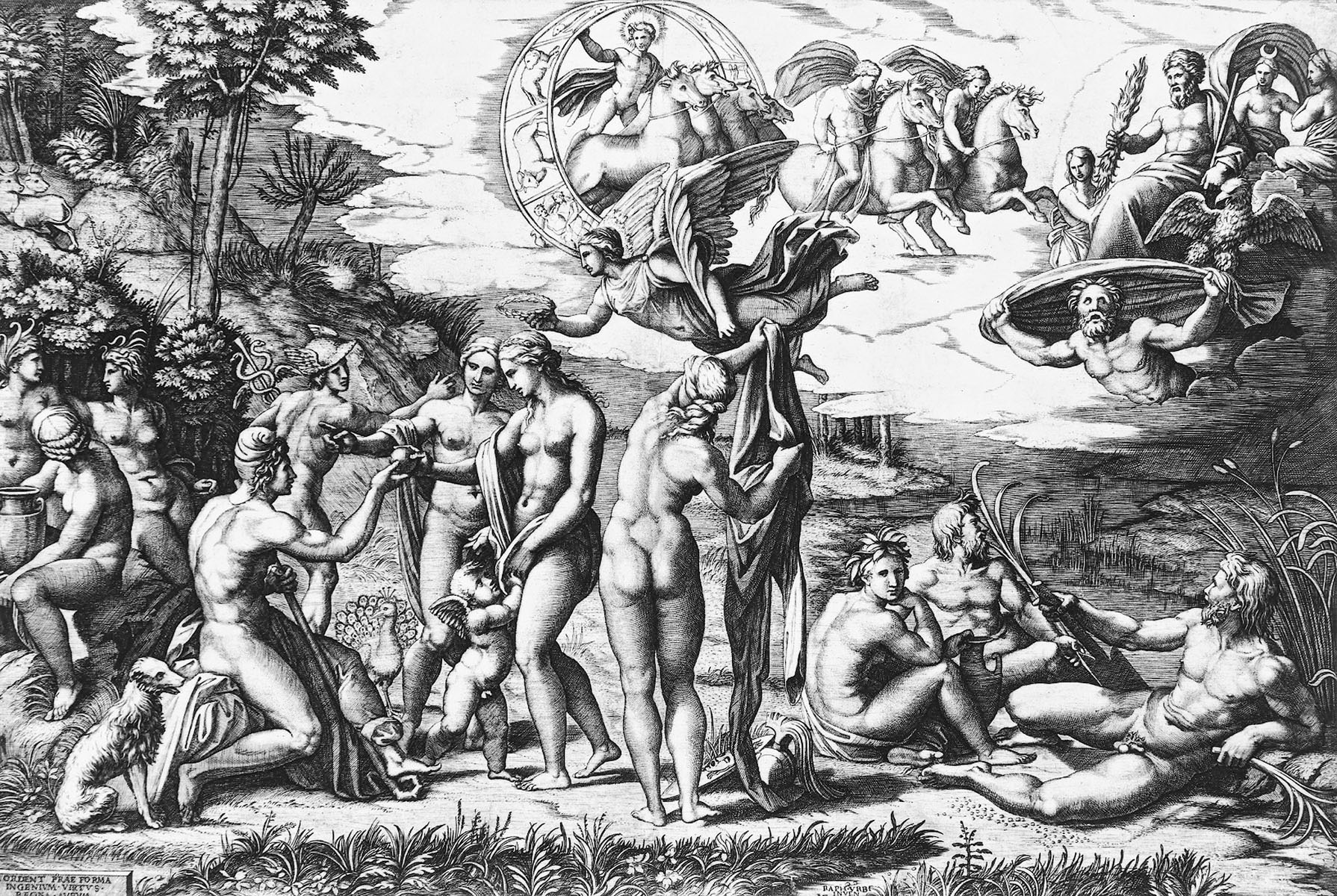
マルカントニオ・ライモンディ作『パリスの審判』 右下の3人の人物を参照

作品の背景に描かれている森林はティツィアーノ（ジョルジョーネ作とも言われる）の『田園の合奏』に、作品中の手前の3人の人物の配置は、1515年頃にマルカントニオ・ライモンディ（Marcantonio Raimondi）によって制作された、ラファエロの『パリスの審判』を基にした銅版画に、それぞれ由来する。ライモンディの作品では3人の人物は裸であるが、マネは男性2人を服を着た状態で描き、女性のみを裸のままとした。さらに、女性が脱いだ服を左下のピクニックの持ち物の中に配置する事によって、「現実の裸体の女性」を描いた。ジョルジョーネの「テンペスト」は右側に下半身裸の女性、左側に着衣の男性を描き、マネに影響を与えた可能性を指摘されている。 

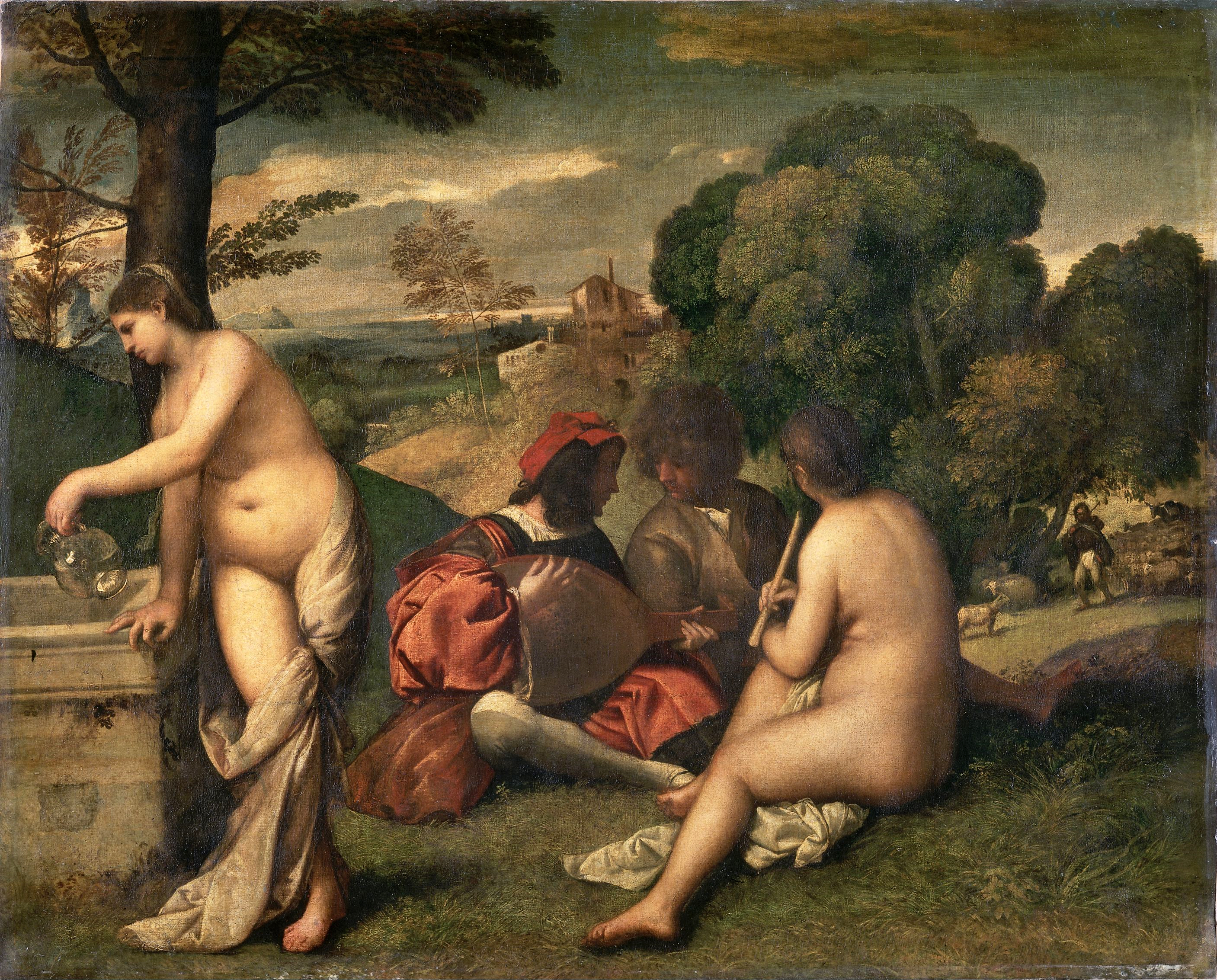
ティツィアーノ（ジョルジョーネ）作『田園の合奏』

当時主流であったアカデミック絵画及びそれ以前の西洋絵画史において、裸体の女性は神話や歴史上の出来事を描いた作品において登場するものであったため、マネが当作品で描いた「現実の裸体の女性」は画期的なものであり、同時に批判の対象となった。
なお、裸体の女性のモデルは、『オランピア』などの1860年代～1870年代前半のマネの多くの作品でモデルを務めたヴィクトリーヌ・ムーランである。
『草上の昼食』は、19世紀後半以降の西洋絵画史に多大な影響を及ぼした作品の一つである事から、パロディ・オマージュの類の作品が多数描かれた。モネは、1866年にマネの当作品を意識して同じ題名の作品を描いた（逆に、マネはモネのこの作品を意識して1867年に当初『水浴』という題名であった当作品を『草上の昼食』に改題した）。セザンヌは1870年頃にマネへの対抗という意味合いで『草上の昼食』を描いた。ピカソは1960年頃にマネの当作品にピカソ自身の解釈を込めた『草上の昼食』を描いた。